# Peter Godfrey
Peter Godfrey (Londra, 16 ottobre 1899 – Hollywood, 4 marzo 1970) è stato un attore e regista britannico.

## Filmografia parziale

### Attore
- Good Morning, Boys, regia di Marcel Varnel (1937)
- Marco il ribelle (Blockade), regia di William Dieterle (1938)
- Raffles, regia di Sam Wood (1939)
- The Earl of Chicago, regia di Richard Thorpe (1940)
- Il romanzo di una vita (Edison, the Man), regia di Clarence Brown (1940)
- Il dottor Jekyll e Mr. Hyde (Dr. Jekyll and Mr. Hyde), regia di Victor Fleming (1941)
- Per sempre e un giorno ancora (Forever and a Day), registi vari (1943)
- La seconda signora Carroll (The Two Mrs. Carrolls), regia di Peter Godfrey (1947)

### Regista
- La preda (The Lone Wolf Spy Hunt) (1939)
- Il sergente e la signora (Christmas in Connecticut) (1945)
- La seconda signora Carroll (The Two Mrs. Carrolls) (1947)
- Il grido del lupo (Cry Wolf) (1947)
- Età inquieta (That Hagen Girl) (1947)
- Non mi sfuggirai (Escape Me Never) (1947)
- La castellana bianca (The Woman in White) (1948)
- Schiavi della paura (Barricade) (1950)
- Il bandito galante (The Great Jewel Robber) (1950)
- Mi dovrai uccidere! (Please Murder Me) (1956)